# Nagyvendég
Nagyvendég (szlovákul Veľké Hoste) község Szlovákiában, a Trencséni kerületben, a Báni járásban.

## Fekvése
Bántól 12 km-re délnyugatra, a Livina-patak bal partján fekszik.

## Története
A mai község területén már az újkőkorszakban emberi település volt. A régészeti letekek szerint a lengyeli kultúra, majd a bronzkorban a hallstatti kultúra népe lakott itt. A terület a római korban is lakott volt, majd a 7.-9. század közötti időből korai szláv település temetője került itt elő.
A mai falu valószínűleg a 11. században keletkezett, írott forrás azonban csak 1329-ben "Wendegy" néven említi először. 1390-ben már Nogwendegy alakban említik. Kezdetben a Hont-Pázmány nembeli Becsend birtoka. A 16. századtól a nagytapolcsányi, majd a 17. századtól a tavarnoki uradalom része volt. 1570-ben 5 és fél elhagyott jobbágytelek, 3 zsellér és 6 új adózó porta található a településen. 1715-ben 12 adózó háztartása létezett. 1778-ban 2 malom, 30 jobbágy és 11 zsellér háztartás állt a községben. 1828-ban 40 házában 274 lakos élt. Lakói földművesek, napszámosok voltak.
Vályi András szerint "Kis, és Nagy Vendég. Két tót falu Nyitra Várm. földes Ura Gr. Traun Uraság, lakosai katolikusok, és másfélék; N. Vendég Kis Vendégnek filiája; határbéli földgyeik hasonlók Zlatnikéhoz."
Fényes Elek szerint "Kis- és Nagy-Vendég, (Hosztye Male, Velke), Nyitra m. két egymás mellett lévő tót falu, a trencséni országutban, Trencsén vmegye szélén, az első 258 kath., 8 zsidó lak., s kath. paroch. templommal; a második 272 kath., 8 zsidó lak. Erdejük derék, de földeik soványak; legelőjük jó. F. u. gr. Erdődy Józsefnő. Ut. p. Nagy-Tapolcsán."
A trianoni békeszerződésig Nyitra vármegye Nyitrazsámbokréti járásához tartozott.

## Népessége
| Év:            | 1994. | 2004.   | 2014.   | 2024.    |
| -------------- | ----- | ------- | ------- | -------- |
| Emberek száma: | 559   | 552     | 586     | 520      |
| Eltérés:       |       | -1,25 % | +6,15 % | -11,26 % |

| Év:            | 2023. | 2024.   |
| -------------- | ----- | ------- |
| Emberek száma: | 539   | 520     |
| Eltérés:       |       | -3,52 % |

1910-ben 423, túlnyomórészt szlovák anyanyelvű lakosa volt.
2001-ben 580 lakosából 578 szlovák volt.
2011-ben 574 lakosából 559 szlovák volt.

## Nevezetességei
- A Hétfájdalmú Szűzanya tiszteletére szentelt római katolikus temploma 1920-ban épült.

## Híres emberek
- Itt született 1654. november 29-én Dubovszki János matematikus, pedagógus.

## Külső hivatkozások
- Községinfó
- Nagyvendég Szlovákia térképén
- E-obce.sk Archiválva 2010. december 23-i dátummal a Wayback Machine-ben